# Умайта (Риу-Гранди-ду-Сул)
Умайта́ (порт. Humaitá)  —  муниципалитет в Бразилии, входит в штат Риу-Гранди-ду-Сул. Составная часть мезорегиона Северо-запад штата Риу-Гранди-ду-Сул. Входит в экономико-статистический  микрорегион Трес-Пасус. Население составляет 4668 человек на 2006 год. Занимает площадь 135,246 км². Плотность населения — 34,5 чел./км².

## История
Город основан 18 февраля 1959 года. 

## Статистика
- Валовой внутренний продукт на 2003 составляет 60.426.203,00 реалов (данные: Бразильский институт географии и статистики).
- Валовой внутренний продукт на душу населения на 2003 составляет 12.269,28 реалов (данные: Бразильский институт географии и статистики).
- Индекс развития человеческого потенциала на 2000 составляет 0,802 (данные: Программа развития ООН).

## География
Климат местности: субтропический.